# 凯里·欧文
凱里·安德魯·厄文（1992年3月23日—）綽號「德魯大叔」(英語：Uncle Drew)美國男子籃球運動員，場上主打控球後衛，現效力於NBA達拉斯獨行俠。因其在關鍵時刻的出色表現，在中文圈另有「歐神仙」的外號。厄文出生於澳大利亞墨爾本，在美國紐澤西州度過童年，大學時期曾代表杜克大學藍魔隊參加比賽。以華麗的進攻技巧聞名，被廣泛認為是歷史最佳運球手之一。

獨行俠時期的厄文

在運控技術的層面，厄文和「戰神」艾佛森普遍被認為是這方面造詣最高的兩人，但有關於兩人技術孰高孰低，一直是有爭議的話題。2024年2月，艾佛森本人在「大鯊魚」奧尼爾的博客節目「The Big Podcast With Shaq」中表示他認為厄文就是歷史上最好得運球手，並補充：「他會把你晃得死去活來，然後把對手像玩具一樣玩耍。」( 英語： He’s the best … Kyrie will have you beat and then bring it back and play with it. He’s toying with people…”）
厄文在2011年NBA選秀中以第一順位被克里夫蘭騎士選中並當選為NBA年度最佳新秀。2016年NBA总决赛第7場比賽，厄文在比賽還剩53秒時在右側底角迎著史蒂芬·柯瑞的防守下命中一記關鍵三分球，幫助克里夫蘭騎士在大比分1:3落後情況下逆轉擊敗剛創下當賽季例行賽73勝歷史第一的金州勇士，為球隊奪得隊史首座總冠軍，終結克利夫兰當地職業球隊52年的冠軍荒。此為NBA歷史上唯一一座在大比分1:3落後的情況下逆轉的冠軍。厄文職業生涯九次入選全明星陣容並獲得2014年全明星賽最有價值球員，三次入選NBA最佳陣容。

厄文在2016總決G7關鍵時刻迎柯瑞的決勝三分

厄文在2014年世界盃籃球賽和2016年夏季奧林匹克運動會代表美國國家隊參加男子籃球比賽奪得金牌，並成为2014年世界盃籃球賽最有價值球員。

參加2014 FIBA世界盃並奪得MVP的厄文

雷霸龍·詹姆斯在自身的播客節目《Mind The Game》中對厄文的球技給予極高的肯定：「沒有什麼在球場上是厄文做不到的」，並形容他爲「最終的王牌」，就像 UNO遊戲裡的“抽四牌”，極具破壞力與不可預測性，更直言厄文是「NBA 有史以來最有天賦的球員」(英語：Kyrie is the most gifted player of all time)（ 

騎士時期厄文與詹姆斯的搭檔

2024 年 3 月 17 日，厄文在達拉斯獨行俠主場迎戰衛冕冠軍丹佛金塊，末節還剩 2.8 秒時，雙方戰成 105–105 平手。最後時刻，厄文迎著當賽季MVP尼古拉·約基奇的防守下完成一記難度極高的左手拋投壓哨絕殺。賽後，達米安·里拉德  在X對此評價到「凱里·厄文是NBA 歷史上最具技術的人」（英語：Kyrie the most skilled mf ever bra)隔日，格林在自身的博客節目中對於里拉德的貼文回應到「我不確定有誰可以反駁這一點」(英語：I’m not sure who can argue that.)，並補充到「有人可以透過壓迫杜蘭特，使他打得略為艱難，但對厄文，你根本那他沒轍！」(英語：There are somethings at time that you can do Kevin to make it a little tougher on him……like you can pressure up into Kevin…Kyrie Irving you can’t do anything to make it hard on him.」

厄文在約基奇的嚴防下完成絕殺

演艺事业方面，厄文在2012年百事可樂Max廣告中飾演德魯大叔大受歡迎。隨之他編寫並導演了第2集，其中他與比爾·羅素和凱文·洛夫一起出演，以及第3集，他與内特·罗宾逊和玛雅·摩尔一起出演。在2015年，厄文自編自導了德魯大叔第4集，他与貝倫·戴維斯、J·B·史慕福和雷·阿伦共同出演。在2018年厄文主演《德魯大叔》电影版，並取得了不錯的票房和口碑。
演艺事业方面，厄文在2012年百事可樂Max廣告中飾演德魯大叔大受歡迎。隨之他編寫並導演了第2集，其中他與比爾·羅素和凱文·洛夫一起出演，以及第3集，他與内特·罗宾逊和玛雅·摩尔一起出演。在2015年，厄文自編自導了德魯大叔第4集，他与貝倫·戴維斯、J·B·史慕福和雷·阿伦共同出演。在2018年厄文主演《德魯大叔》电影版，並取得了不錯的票房和口碑。
根據《福布斯》，厄文是2020年年收入全球排名第24位的運動員（41,900,000美元）。

## 高中生涯

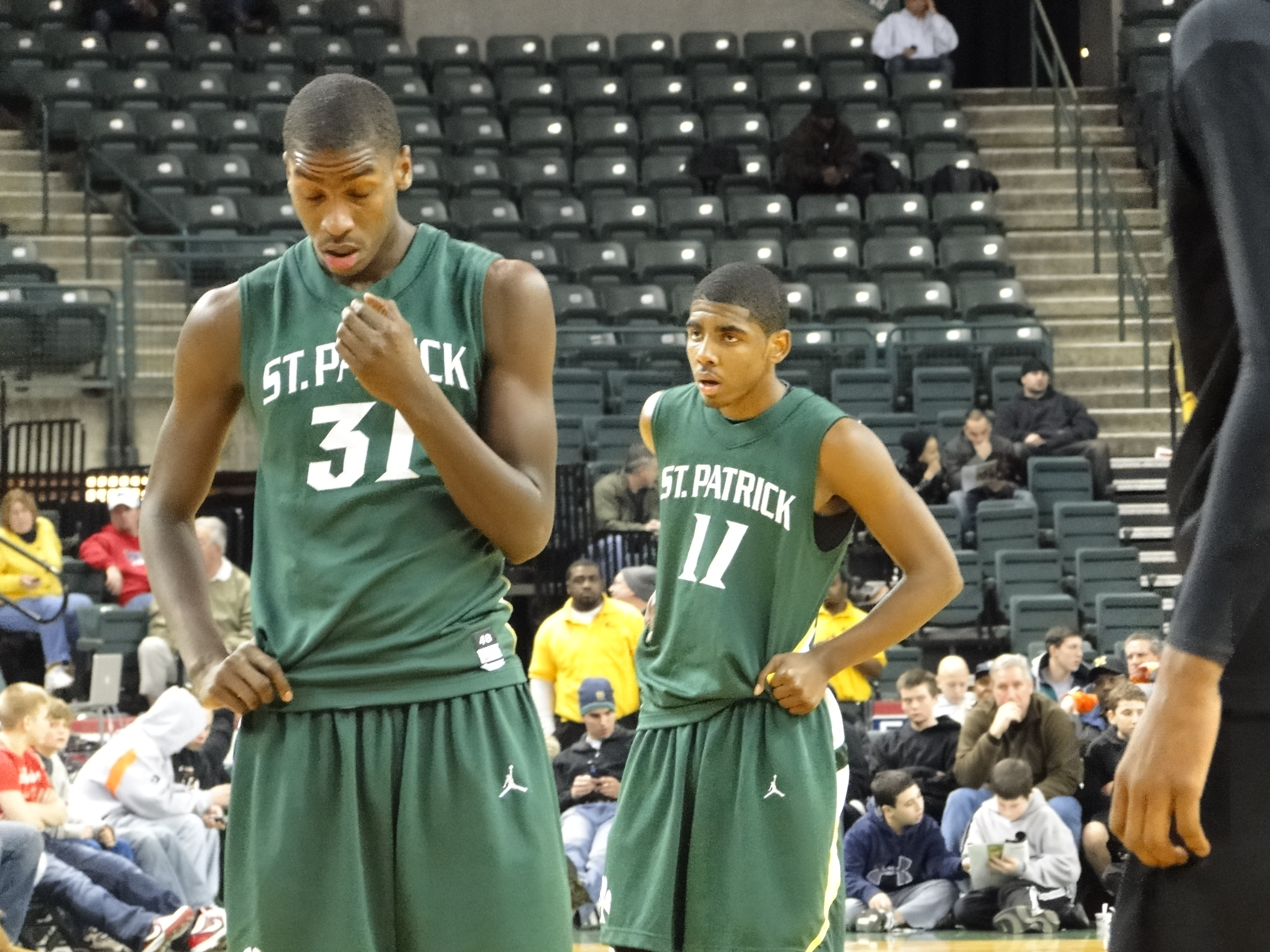
厄文與迈克尔·基德-吉尔克里斯特

厄文在高一高二時期就讀於蒙特克萊金伯利學院，前兩個學年，他場均可以得到26.5分10.3個籃板4.8次助攻，還有3.6次抄截。僅僅兩年的時間，厄文就成為校史上第一位得分超過1,000分的球員。
高三時，厄文為了追求更大的挑戰而轉學到了聖帕特里克高中。在聖帕特里克高中裡，厄文與迈克尔·基德-吉尔克里斯特（Michael Kidd-Gilchrist）搭檔，麥可·基德-吉爾克里斯特被廣泛認為是2011年度最佳球員之一。第一個賽季，厄文場均17.0分，5個籃板，6.0次助攻和2.0次抄截，帶領球隊奪下他們第三次的新澤西冠軍賽冠軍。到了高四學年，厄文場均可以貢獻24.5分，5個籃板，6.5次助攻以及1.6次抄截。
高中畢業後的暑假，厄文參加了麦当劳高中全明星赛以及喬丹品牌菁英賽，攻下了全隊最高的22分，7助攻，3籃板還有1抄截，並和哈里森·巴恩斯一同當選了最有價值球員。除此之外，厄文還入選了美國18歲以下青少年隊，那年他甚至代表美國隊，拿下了U18美洲盃冠軍。

### 美國高中運動員資料
| 姓名 | 家鄉                                                 | 高中                                | 身高                 | 體重        | 承諾日         |
| --- | ---------------------------------------------------- | ----------------------------------- | -------------------- | ----------- | -------------- |
| 凱里·厄文 控球後衛 | 紐澤西州西奧蘭治                                     | 蒙特克萊金伯利學院 / 聖帕特里克高中 | 6英尺2英寸（1.88米） | 175磅（79） | 2009年10月22日 |
| 凱里·厄文 控球後衛 | 招募星级： Scout： Rivals： 247Sports： ESPN評分：97 |                                     |                      |             |                |
| 總體新秀排名： Scout：2 (PG); 8 (school) Rivals：2 (PG); 4 (national) |                                                      |                                     |                      |             |                |
| - 附註：許多時候，Scout、Rivals、247Sports以及ESPN在身高體重的數據可能會不同 . - 在這種情況下選擇平均值，而ESPN grades滿分為100分。 來源： - . Rivals.com. [2017-02-27]. （原始内容存档于2017-02-27）. - . Scout.com. [2017-02-27]. （原始内容存档于2017-02-27）. - . ESPN.com. [2017-02-27]. （原始内容存档于2017-02-27）. - . Scout.com. [2017-02-27]. - . Rivals.com. [2017-02-27]. |                                                      |                                     |                      |             |                |

## 大學生涯
厄文於2009年10月22日開始就讀杜克大學。在2010-11賽季的時候，厄文在主教練麥克·沙舍夫斯基的指導下代表杜克大學出賽。在當年賽季的前八場比賽中，厄文場均能夠得到17.4分，5.1次助攻，3.8個籃板，1.5次抄截，投籃命中率為53.2％，但是在本賽季的第九場比賽中，厄文的右腳大姆趾遭受了嚴重的韌帶傷害，使得他無限期地離開了球隊。後來厄文歸隊，64強的第一場比賽，他替補出場20分鐘，得到了14分，幫助杜克大學成功進入到了16強。

### 大學統計數據
| 賽季    | 大學     | 上場次數 | 先發次數 | 上場時間 | 投篮命中率 | 三分命中率 | 罚球命中率 | 篮板 | 助攻 | 抄截 | 阻攻 | 得分 |
| ------- | -------- | -------- | -------- | -------- | ---------- | ---------- | ---------- | ---- | ---- | ---- | ---- | ---- |
| 2010-11 | 杜克大學 | 11       | 8        | 27.5     | 52.9       | 46.2       | 90.1       | 3.4  | 4.3  | 1.5  | 0.5  | 17.5 |
| 生涯    |          | 11       | 8        | 27.5     | 52.9       | 46.2       | 90.1       | 3.4  | 4.3  | 1.5  | 0.5  | 17.5 |

## 職業生涯

### 2011年至2017年：克里夫蘭騎士

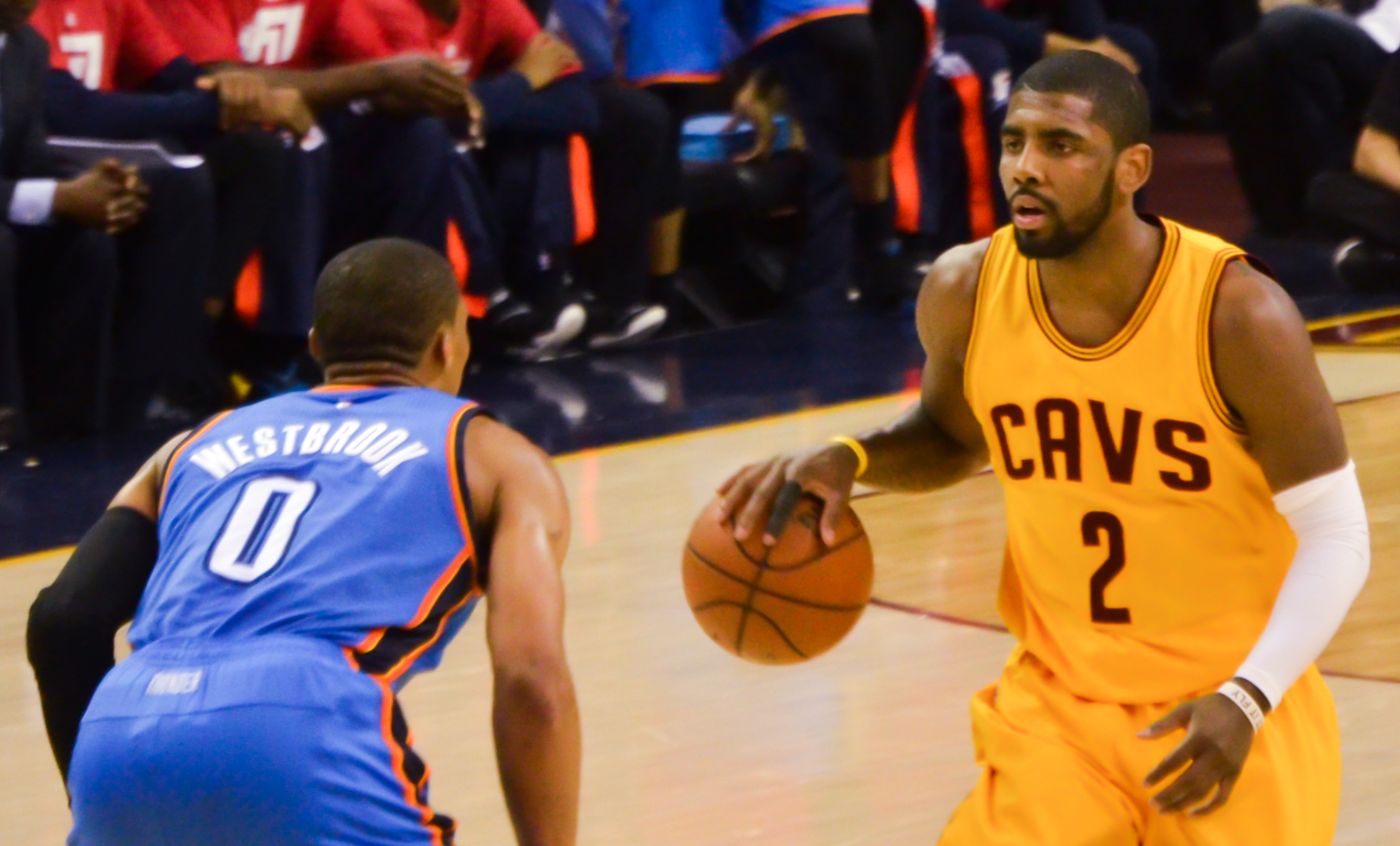
厄文對上拉塞尔·威斯布鲁克

2014年1月23日，凱里·厄文入選2014年NBA全明星赛东部全明星首发控球后卫。厄文2014年NBA全明星赛繳出31分14助攻帶領下幫助东部全明星以163：155逆轉擊敗西區全明星中斷西部全明星三連勝，賽後也獲選全明星赛MVP。
2015年1月9日，厄文在面對波特蘭拓荒者的時候，末節壓哨絕殺三分，寫下生涯次高55分，整場36投17中，3分出手更是19投11中，罰球10罚全中，拿下55分。
兩個月後的3月13日，厄文在面對聖安東尼奧馬刺的比賽中，投入壓哨的追平三分球，並在延長賽OT擊敗馬刺。這場厄文寫下自己個人歷史，改寫下原本由勒布朗·詹姆斯在騎士單場的得分紀錄。這場他砍下生涯新高57分，FG32投20中，三分球7投全中，罰球10罚全中，帶領騎士在客場擊敗馬刺。
在2015年的賽季中，詹姆斯與他帶領克里夫蘭騎士睽違8年再度進入了總決賽。因厄文在总决赛第一场面對汤普森一次切入進攻意外負傷離場並接受膝蓋手術，剩餘冠軍賽全數報銷，克里夫蘭騎士最後以2:4敗給金州勇士。
2016年詹姆斯與厄文再次帶克里夫蘭騎士進入總冠軍賽，再度碰上金州勇士，第四戰過後克里夫蘭騎士陷入1比3落後。第五戰過後，詹姆斯和欧文成為史上第一隊同隊成員在總冠軍賽砍下超過40+分(兩者都有41分)的兩位球員。欧文也成為繼威爾特·張伯倫之後，首位也是唯一一位在NBA總決賽上攻入40分或以上，同時有超過70%的命中率的球員（24投17中，命中率70.8%）。
2016冠軍戰搶七大戰，第四節55秒關鍵時刻，面對连兩届MVP史蒂芬·柯瑞的防守下右側翼投進關鍵三分，讓比分變成92比89，最後克里夫蘭騎士以93比89戰勝金州勇士奪得總冠軍，整個系列賽厄文場均攻下27.1分3.9助攻3.9籃板2.1抄截。克里夫蘭騎士奪得隊史第一次總冠軍。並且在總決賽大比分1:3落後下連勝三場奪得冠軍，亦為NBA歷史上首次在總冠軍戰中從1:3的劣勢中連勝三場奪得冠軍的球隊 。

### 2017年至2019年：波士頓塞爾提克

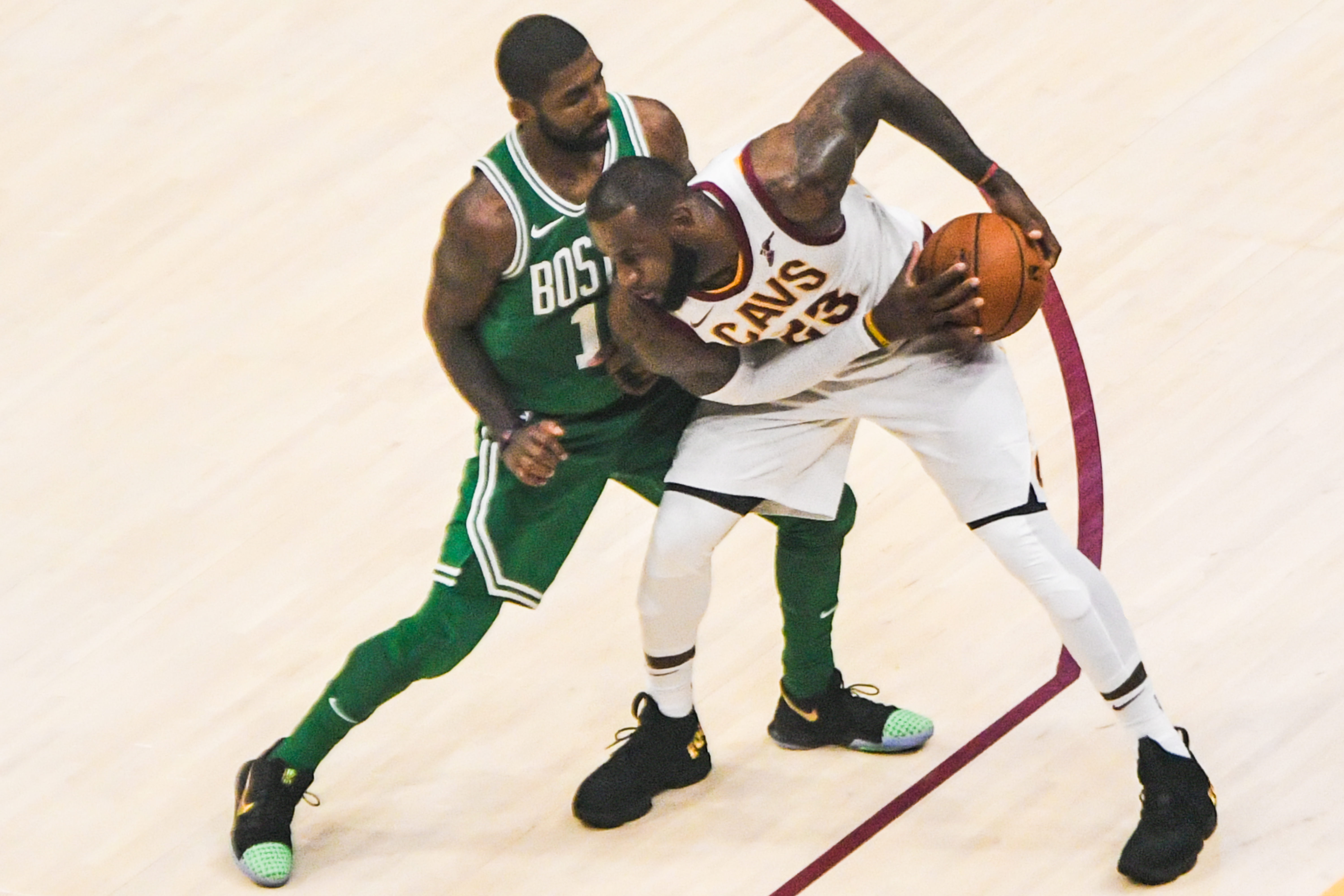
厄文防守前隊友勒布朗·詹姆斯。

2017年8月23日，欧文被克里夫蘭騎士交易至波士頓塞爾提克，換回以赛亚·托马斯、防守前鋒傑·克勞德與安特·日日奇，搭配布魯克林籃網2018年的無保護首輪籤並加送一個2020年的次輪選。
2017年10月17日，欧文代表塞爾提克在對上前東家騎士隊的比賽中首次亮相，並得到22分10助攻，但是在隊友戈登·海沃德因傷缺陣的情況下，塞爾提克最後以99-102失利。
2018年4月6日，塞爾提克宣布，欧文将接受手术，移除此前在左膝中植入的两根钢筋。
2018年11月6日，欧文将手中的篮球扔上了看台，因不当行为被联盟罚款25,000美元。
2018年11月17日，欧文出場39分鐘，26投18中其中三分球6投3中，得到43分2籃板11助攻。此外，43分的單場得分也是欧文本賽季至今常規賽單場得分新高。率領波士頓塞爾提克在主場加时賽123比116戰勝多倫多暴龍。
2018年11月17日，欧文出賽38分鐘，28投僅11中，三分球為9投1中，但仍攻下31分12助攻10籃板，完成生涯第2次大三元，率領波士頓塞爾提克在主場126比120戰勝沙加緬度國王。

### 2019年2023年：布魯克林籃網
2019年7月7日，欧文與布魯克林籃網簽下4年1.41億美元合同。
2019年10月23日，欧文第一次披上篮网战衣对抗灰狼队，此战砍下了50分，打破了历史新东家第一战的得分记录，且全場0失誤，但最後以一分之差惜敗。
2020年2月1日，籃網在主場以133比118擊退公牛，厄文以23投19中，82.6%命中率攻下54分，拿下個人賽季新高54分。賽後厄文表示該場比賽一直在用「曼巴精神」奮戰，向驟逝的科比·布莱恩特致敬
欧文獲選為球員工會副主席，取代任期已滿的保羅·蓋索。
2020年3月3日，欧文確定右肩開刀，該球季報銷。
2021年10月12日，籃網總經理西恩·马克斯宣布厄文因紐約市2019冠狀病毒病疫苗接種規定，直到接種疫苗之前都不能參加球隊訓練和新賽季的比賽。12月18日，欧文宣佈回歸球隊，但19日其2019冠狀病毒病病毒呈陽性。
2022年3月9日，在籃網與黃蜂的對戰中，厄文以78.9/75/84.6的超高命中率攻下單季新高50分率隊取得勝利，一個禮拜後，2022年3月16日，在籃網對戰魔術的比賽，厄文以三項命中率 64.5/75/92.3的高命中率砍下生涯新高的60分。
2022年3月25日，紐約市長宣布新規，厄文獲准出戰主場比賽。

### 2023年至今：達拉斯獨行俠
2023年2月5日，厄文被布魯克林籃網交易至達拉斯獨行俠，換回多利安·芬尼-史密斯、史賓賽·丁威迪、2029年首輪籤和兩個二輪籤。
2023年7月7日，厄文與達拉斯獨行俠達成3年1.26億美元續約合同。
2025年3月3日，厄文在對陣沙加緬度國王隊的比賽中，厄文切入突破時遭到犯規，撕裂了前十字韌帶 ，導致賽季報銷。
2025年7月6日，厄文與達拉斯獨行俠續約，達成3年1.19億美元合同。

## NBA生涯數據

### 例行賽
| 賽季     | 球隊           | GP  | GS  | MPG  | FG%  | 3P%  | FT%  | RPG | APG | SPG | BPG | PPG  |
| -------- | -------------- | --- | --- | ---- | ---- | ---- | ---- | --- | --- | --- | --- | ---- |
| 2011–12  | 克里夫蘭騎士   | 51  | 51  | 30.5 | .469 | .399 | .872 | 3.7 | 5.4 | 1.1 | 0.4 | 18.5 |
| 2012–13  | 克里夫蘭騎士   | 59  | 59  | 34.7 | .452 | .391 | .855 | 3.7 | 5.9 | 1.5 | 0.4 | 22.5 |
| 2013–14  | 克里夫蘭騎士   | 71  | 71  | 35.2 | .430 | .358 | .861 | 3.6 | 6.1 | 1.5 | 0.3 | 20.8 |
| 2014–15  | 克里夫蘭騎士   | 75  | 75  | 36.4 | .468 | .415 | .863 | 3.2 | 5.2 | 1.5 | 0.3 | 21.7 |
| 2015–16† | 克里夫蘭騎士   | 53  | 53  | 31.5 | .448 | .321 | .885 | 3.0 | 4.7 | 1.1 | 0.3 | 19.6 |
| 2016–17  | 克里夫蘭騎士   | 72  | 72  | 35.1 | .473 | .401 | .905 | 3.2 | 5.8 | 1.2 | 0.3 | 25.2 |
| 2017–18  | 波士頓塞爾提克 | 60  | 60  | 32.2 | .491 | .408 | .889 | 3.8 | 5.1 | 1.1 | 0.3 | 24.4 |
| 2018–19  | 波士頓塞爾提克 | 67  | 67  | 33.0 | .487 | .401 | .873 | 5.0 | 6.9 | 1.5 | 0.5 | 23.8 |
| 2019–20  | 布魯克林籃網   | 20  | 20  | 32.9 | .478 | .394 | .922 | 5.2 | 6.4 | 1.4 | 0.5 | 27.4 |
| 2020–21  | 布魯克林籃網   | 54  | 54  | 34.9 | .506 | .402 | .922 | 4.8 | 6.0 | 1.4 | 0.7 | 26.9 |
| 2021–22  | 布魯克林籃網   | 29  | 29  | 37.6 | .469 | .418 | .915 | 4.4 | 5.8 | 1.4 | 0.6 | 27.4 |
| 2022–23  | 布魯克林籃網   | 40  | 40  | 37.0 | .486 | .374 | .883 | 5.1 | 5.3 | 1.0 | 0.8 | 27.1 |
| 2022–23  | 達拉斯獨行俠   | 20  | 20  | 38.2 | .510 | .392 | .947 | 5.0 | 6.0 | 1.3 | 0.6 | 27.0 |
| 2023–24  | 達拉斯獨行俠   | 58  | 58  | 35.0 | .497 | .411 | .905 | 5.0 | 5.2 | 1.3 | 0.5 | 25.6 |
| 2024–25  | 達拉斯獨行俠   | 50  | 50  | 36.1 | .473 | .401 | .916 | 4.8 | 4.6 | 1.3 | 0.5 | 24.7 |
| 職業生涯 | 職業生涯       | 779 | 779 | 34.5 | .474 | .394 | .888 | 4.1 | 5.6 | 1.3 | 0.4 | 23.7 |
| 全明星賽 | 全明星賽       | 10  | 6   | 22.8 | .598 | .460 | .750 | 5.4 | 8.3 | 1.1 | 0.1 | 17.2 |

### 附加賽
| 賽季     | 球隊         | GP | GS | MPG  | FG%  | 3P%  | FT%   | RPG | APG  | SPG | BPG | PPG  |
| -------- | ------------ | -- | -- | ---- | ---- | ---- | ----- | --- | ---- | --- | --- | ---- |
| 2021–22  | 布魯克林籃網 | 1  | 1  | 42.0 | .800 | .500 | 1.000 | 3.0 | 12.0 | 1.0 | 0.0 | 34.0 |
| 職業生涯 | 職業生涯     | 1  | 1  | 42.0 | .800 | .500 | 1.000 | 3.0 | 12.0 | 1.0 | 0.0 | 34.0 |

### 季後賽
| 賽季     | 球隊           | GP  | GS  | MPG  | FG%  | 3P%  | FT%   | RPG | APG | SPG | BPG | PPG  |
| -------- | -------------- | --- | --- | ---- | ---- | ---- | ----- | --- | --- | --- | --- | ---- |
| 2015     | 克里夫蘭騎士   | 13  | 13  | 35.7 | .438 | .450 | .841  | 3.6 | 3.8 | 1.3 | 0.8 | 19.0 |
| 2016†    | 克里夫蘭騎士   | 21  | 21  | 36.9 | .475 | .440 | .875  | 3.0 | 4.7 | 1.7 | 0.6 | 25.2 |
| 2017     | 克里夫蘭騎士   | 18  | 18  | 36.3 | .468 | .373 | .905  | 2.8 | 5.3 | 1.3 | 0.4 | 25.9 |
| 2019     | 波士頓塞爾提克 | 9   | 9   | 36.7 | .385 | .310 | .900  | 4.4 | 7.0 | 1.3 | 0.4 | 21.3 |
| 2021     | 布魯克林籃網   | 9   | 9   | 36.1 | .472 | .369 | .929  | 5.8 | 3.4 | 1.0 | 0.6 | 22.7 |
| 2022     | 布魯克林籃網   | 4   | 4   | 42.5 | .444 | .381 | 1.000 | 5.3 | 5.3 | 1.8 | 1.3 | 21.3 |
| 2024     | 達拉斯獨行俠   | 22* | 22* | 40.0 | .467 | .390 | .849  | 3.7 | 5.1 | 1.0 | 0.3 | 22.1 |
| 職業生涯 | 職業生涯       | 96  | 96  | 37.4 | .458 | .392 | .883  | 3.7 | 4.9 | 1.3 | 0.6 | 23.0 |

## 轶事
- 2017年，凯里·厄文被篮球游戏《NBA 2K18》选为遊戲的封面人物，但是由於厄文被突然交易至波士頓塞爾提克，导致游戏公司不得不更改已制作好的他身着克里夫兰骑士球衣版本的游戏封面。[11]
- 2016年初，厄文開始與R&B創作歌手柯蘭尼交往。然而在2016年3月，加拿大饒舌歌手派對在隔壁（英语：PartyNextDoor）在自己的Instagram帳號上張貼了一張與柯蘭尼牽手的照片，並描述：「在她所有的惡作劇之後，我又讓這個R&B歌手回到我的床上」。這則貼文引起了整個推特的爭議，迫使柯蘭妮出面向媒體解釋說事件發生之前已經與厄文分手了，自己並沒有欺騙厄文。[12]
- 厄文在2017年2月參加隊友錢寧·弗萊和理查德·杰弗森所主持的廣播節目時，語出驚人地表示地球是平的，他說：「那甚至連陰謀論都稱不上，地球是平的！這一切就發生在我們的眼前，有人在對我們說謊！」 [13]厄文在18日參加明星賽媒體活動時再度強調了自己對於「地平說」深信不疑：「人們應該去多做點研究，我希望大家可以多去聽聽看這方面的說法，是的我看過地球的照片，但那騙不了我，我不相信那是真的！」[14]但是在2017年9月，厄文否認了這些說法，承認「地平說」說只是在向外界開玩笑，更表示這是個針對社會的實驗，想知道從他口中講出這樣荒謬的言論，會造成什麼影響。厄文還表示，他相信更多的陰謀論，比如約翰·甘迺迪是被聯邦儲備局殺害的，以及中央情報局試圖殺死鮑勃·馬利。[15]
- 自2021年起，厄文開始遵循伊斯蘭教教條，也開始在齋月節食。

## 外部連結
- 凯里·欧文在fiba.basketball（英语）
- 凯里·欧文在archive.fiba.com（存檔）（英语）
- 凯里·欧文在NBA官網（英语）
- 凯里·欧文在Basketball-Reference.com（NBA）（英语）
- 凯里·欧文在Basketball-Reference.com（國際）（英语）
- 凯里·欧文在Sports-Reference.com（NCAA）（英语）
- 凯里·欧文在ESPN（NBA）（英语）
- 凯里·欧文在Eurobasket.com（球員）（英语）
- 凯里·欧文在Proballers（英语）
- 凯里·欧文在RealGM（球員）（英语）
- 凯里·欧文在Olympedia（英语）